# Ana Botella
Ana María Botella Serrano (ur. 23 lipca 1953 w Madrycie) – hiszpańska polityk, prawniczka i samorządowiec, w latach 2011–2015 alkad Madrytu.

## Życiorys
W 1975 ukończyła studia prawnicze na Uniwersytecie Complutense w Madrycie. Została urzędniczką służby cywilnej w ramach korpusu Cuerpo Superior de Administradores Civiles del Estado. Była zatrudniona w ministerstwach, robót publicznych i finansów oraz administracji regionalnej La Rioja. Zaangażowała się w działalność polityczną w ramach Partii Ludowej. W 2003 wybrana na radną Madrytu, objęła stanowisko zastępczyni alkada hiszpańskiej stolicy. W zarządzie miasta odpowiadała za kwestie związane m.in. z zatrudnieniem i ochroną środowiska.
W grudniu 2011 jako pierwsza kobieta w historii objęła stanowisko alkada Madrytu, zastępując powołanego na ministra sprawiedliwości Alberta Ruiza-Gallardóna. We wrześniu 2014 zadeklarowała, że nie będzie się ubiegała o ponowny wybór na tę funkcję. Zakończyła urzędowanie w czerwcu 2015.

## Życie prywatne
Od 1977 żona byłego premiera Hiszpanii José Marii Aznara, z którym ma trójkę dzieci.